# Вулкан (фільм, 2018)
«Вулкан» (нім. «Vulkan») — копродукційний українсько-німецько-монакський драмедійний фільм 2018 року, повнометражний ігровий режисерський дебют Романа Бондарчука. Світова прем'єра фільму відбулась 1 липня 2018 року на Міжнародному кінофестивалі у Карлових Варах, де фільм брав участь в конкурсній програмі «На схід від Заходу». Стрічка отримала декілька найвищих фестивальних нагород, зокрема за найкращу режисуру на міжнародному фестивалі в Алмати. У березні 2019 року Роман Бондарчук був відзначений за фільм Національною премією України імені Тараса Шевченка.
Після прем'єри на ОМКФ 2018 фільм також було представлено в Україні 21 жовтня 2018 року в рамках кінофестивалю «Нове німецьке кіно». В український кінопрокат стрічку було випущено 4 квітня 2019 року компанією UFD.
Займає 37-му — 38-му позицію у списку 100 найкращих фільмів в історії українського кіно.

## Сюжет
Після декількох дивних збігів, Лукас, перекладач, який працює в ОБСЄ, опиняється в південноукраїнському місті Берислав. Ставши мимовільним гостем свого дивного господаря Вови, Лукас стикається з абсолютно новим всесвітом, у якому життя здається повністю відірваним від будь-якого звичного укладу. Незважаючи на його початкову неприязнь, Лукас усе більше й більше захоплюється Вовою та його дочкою Марушкою — і це, зрештою, підштовхує до власних пошуків давно загубленого щастя.

## У ролях
| • Віктор Жданов      | … | Вова    |
| • Сергій Степанський | … | Лукас   |
| • Христина Дейлик    | … | Марушка |
| • Тамара Соценко     | … |         |

## Знімальна група
- Автори сценарію — Роман Бондарчук, Дарина Аверченко, Алла Тютюнник
- Режисер-постановник — Роман Бондарчук
- Продюсери — Олена Єршова
- Співпродюсери — Дар'я Аверченко, Таня Георгієва, Мішель Меркт
- Виконавчий продюсер — Андрій Ящишин
- Оператор — Вадим Ільков
- Композитор — Антон Байбаков
- Монтаж — Микола Базаркін, Хейке Парплайс
- Художник-постановник — Кирило Шувалов
- Звукорежисер — Борис Петер

## Виробництво

Перший промо-постер до фільму (2018)

Проєкт фільму став одним із переможців 7-го конкурсного відбору Держкіно України і зреалізований за державної підтримки. Загалом кошторис фільму склав 10 млн ₴, з них 50 % надало Держкіно.
З українського боку виробництво фільму здійснювала кінокомпанія «Татофільм» ГО «Південь». У 2015 році сценарій фільму, створений Романом Бондарчуком, Дар'єю Аверченко та Аллою Тютюнник отримав премію Міжнародного літературного конкурсу «Коронація слов».
Зйомки фільму відбувалися з 31 серпня по 22 вересня 2016 року в Бериславі, Зміївці, Миловому та Чаплинці.

## Реліз

### Кінофестивальний реліз
Загалом стрічку запросили на 40 міжнародних кінофестивалів.
3 липня 2017 року «Вулкан» серед восьми інших європейських кінопроєктів був представлений у рамках секції «Works in Progress» 52-го Міжнародного кінофестивалю в Карлових Варах⁣, а 21 липня цього ж року стрічка була представлена на 8-му Одеському міжнародному кінофестивалі в такій же секції, отримавши Премію за найкращий проєкт.
У 2018 році фільм увійшов до офіційних конкурсних програм МКФ у Карлових Варах та Мюнхенського кінофестивалю, а також до міжнародного конкурсу 9-го Одеського міжнародного кінофестивалю. Прем'єра фільму на МКФ у Карлових Варах відбулася 1 липня 2018 року.
У вересні 2018 року фільм увійшов до міжнародної конкурсної програми Міжнародного кінофестивалю у Ванкувері (27 вересня — 12 жовтня).
В Україні показ «Вулкану» вдруге (після ОМКФ) відбувся 21 жовтня 2018 року в столичному кінотеатрі «Київ» у рамках фестивалю Нового німецького кіно.

### Кінопрокатний реліз
Широкий прокат стрічки в Україні початково планувалося зробити в середині 2018 року прокатником Артхаус Трафік, але цього так і не сталося. Згодом стало відомо, що в український кінопрокат стрічку буде випущено 4 квітня 2019 року компанією UFD.

### Реліз на ТБ та домашньому відео
Реліз фільму для європейських країн HBO Europe (Угорщина, Польща, Чехія, Словаччина, Румунія, Болгарія, Хорватія, Словенія, Чорногорія, Сербія та Македонія) на платформах HBO GO та Cinemax відбувся на початку 2019 року. Реліз фільму на українському телебаченні відбувся 27 червня 2019 року на телеканалі UA: Культура. Фільм став доступний на VOD-платформі Takflix 19 березня 2020 року.

## Відгуки критиків

### Закордонні кінокритики
Після прем'єри стрічки на Міжнародному кінофестивалі у Карлових Варах у липні 2018 року та інших кінофестивалях у 2018—2019 роках, більшість західних кінокритиків схвально відгукнулися про фільм.

### Українські кінокритики
Фільм отримав схвальні відгуки від українських кінокритиків спочатку після української прем'єри стрічки на ОМКФ 2018 у липні 2018 року⁣, а згодом також і після появи фільму в українському прокаті у квітні 2019 року.

## Нагороди та номінації
Фільм взяв участь у 33 кінофестивалях та преміях; внизу представлено інформацію про 13 із них:
| Список нагород та номінацій                                                              | Список нагород та номінацій | Список нагород та номінацій                                | Список нагород та номінацій | Список нагород та номінацій | Список нагород та номінацій |
| Кінопремія                                                                               | Дата церемонії              | Категорія                                                  | Номінант(и)                 | Результат                   | Дж                          |
| ---------------------------------------------------------------------------------------- | --------------------------- | ---------------------------------------------------------- | --------------------------- | --------------------------- | --------------------------- |
| 53-й Міжнародний кінофестиваль у Карлових Варах (Чехія)                                  | 2018                        | Нагорода «На схід від Заходу» (чеськ. Na východ od Západu) | Вулкан                      | Номінація                   | [ 6 ]                       |
| 15-й Єреванський міжнародний кінофестиваль «Золотий абрикос» (Вірменія)                  | 2018                        | Гран-прі «Золотий абрикос»                                 | Вулкан                      | Перемога                    | [ 47 ] [ 48 ]               |
| 36-й Мюнхенський кінофестиваль (Німеччина)                                               | 2018                        | International Independents                                 | Вулкан                      | Номінація                   | [ 49 ]                      |
| 25-й Європейський кінофестиваль у Палічі (Сербія)                                        | 2018                        | Parallels and Encounters                                   | Вулкан                      | Номінація                   | [ 50 ] [ 51 ]               |
| 9-й Одеський міжнародний кінофестиваль (Україна)                                         | 2018                        | Золотий Дюк                                                | Вулкан                      | Номінація                   |                             |
| Перший Алматинський кінофестиваль (Казахстан)                                            | 2018                        | Приз за найкращу режисуру                                  | Роман Бондарчук             | Перемога                    | [ 8 ]                       |
| 36-й Міжнародний кінофестиваль у Ванкувері (Канада)                                      | 2018                        | Найпопулярніший міжнародний фільм                          | Вулкан                      | Номінація                   |                             |
| 23-й Сплітский кінофестиваль (Хорватія)                                                  | 2018                        | Гран-прі                                                   | Вулкан                      | Перемога                    | [ 52 ]                      |
| 2-й Пін'яоський міжнародний кінофестиваль «Тигр підкрадається, дракон ховається» (Китай) | 2018                        | Приз журі глядачів «Дракон ховається»                      | Вулкан                      | Перемога                    | [ 53 ]                      |
| Перша Національна премія кінокритиків «Кіноколо» (Україна)                               | 2018                        | Найкращий повнометражний ігровий фільм                     | Вулкан                      | Номінація                   | [ 54 ]                      |
| Перша Національна премія кінокритиків «Кіноколо» (Україна)                               | 2018                        | Найкращий актор                                            | Сергій Степанський          | Номінація                   | [ 54 ]                      |
| 25-й Мінський міжнародний кінофестиваль «Лістапад» (Білорусь)                            | 2018                        | Приз за найкраще звукове (музичне) рішення фільму          | Антон Байбаков              | Перемога                    | [ 55 ]                      |
| 25-й Міжнародний кінофестиваль в Рабаті (Марокко)                                        | 2018                        | Гран-прі                                                   | Вулкан                      | Перемога                    | [ 56 ]                      |
| 49-й Індійський міжнародний кінофестиваль в Гоа (Індія)                                  | 2018                        | Спец. відзнака журі конкурсу повном. реж. дебютів          | Вулкан                      | Перемога                    | [ 57 ]                      |